# Thamnobryum marginatum
Thamnobryum marginatum là một loài Rêu trong họ Neckeraceae. Loài này được (Jovet-Ast & Huard) Enroth miêu tả khoa học đầu tiên năm 1992.